# Ramón María Tenreiro Rodríguez
Ramón María Tenreiro Rodríguez (La Corunya, 1879 - Berna, 1939) fou un escriptor i polític gallec, germà de l'arquitecte Antonio Tenreiro Rodríguez. Estudià a l'Institut Eusebio da Guarda i a París, on fou company de Pablo Ruiz Picasso. De naturalesa malaltissa, de jove li hagueren d'amputar una cama. Va escriure narracions en castellà i va traduir de l'alemany El túnel de Bernhardt Kellerman, El mundo que nace de H. G. von Keyserling i María Estuardo de Stefan Zweig. Amic personal de Manuel Azaña, era militant d'ORGA primer i després d'Izquierda Republicana. Va ser elegit diputat per la província de la Corunya a les eleccions generals espanyoles de 1931. En esclatar la guerra civil espanyola fou nomenat secretari de l'ambaixada espanyola a Berna. Va morir a Bine, vora el llac Neuchâtel, el 1939.

## Obres
- La agonía de Madrid o la cola del cometa (1910)
- La promesa (1926)
- La esclava del Señor (1927)
- La ley del pecado (1930)
- Libros de caballerías (Amadís de Gaula, Palmerín de Inglaterra) (1935)